# نيكولاس بارسونز
نيكولاس بارسونز (بالإنجليزية: Nicholas Parsons)‏ (1923 - 2020)، هو مقدم تلفزيوني ومقدم برامج إذاعية وممثل بريطاني، ولد في 10 أكتوبر 1923 في المملكة المتحدة.

## أعمال

### أفلام
- (1964) القتل أهوي!

## وصلات خارجية
- نيكولاس بارسونز على موقع IMDb (الإنجليزية)
- نيكولاس بارسونز على موقع ميتاكريتيك (الإنجليزية)
- نيكولاس بارسونز على موقع ألو سيني (الفرنسية)
- نيكولاس بارسونز على موقع ميوزك برينز (الإنجليزية)
- نيكولاس بارسونز على موقع أول موفي (الإنجليزية)
- نيكولاس بارسونز على موقع قاعدة بيانات الأفلام السويدية (السويدية)
- نيكولاس بارسونز على موقع قاعدة بيانات الفيلم (الإنجليزية)
- نيكولاس بارسونز على موقع كينوبويسك (الروسية)